# Telles arcalaus
Telles arcalaus är en fjärilsart som beskrevs av Stoll 1782. Telles arcalaus ingår i släktet Telles och familjen tjockhuvuden. Inga underarter finns listade i Catalogue of Life.

## Bildgalleri

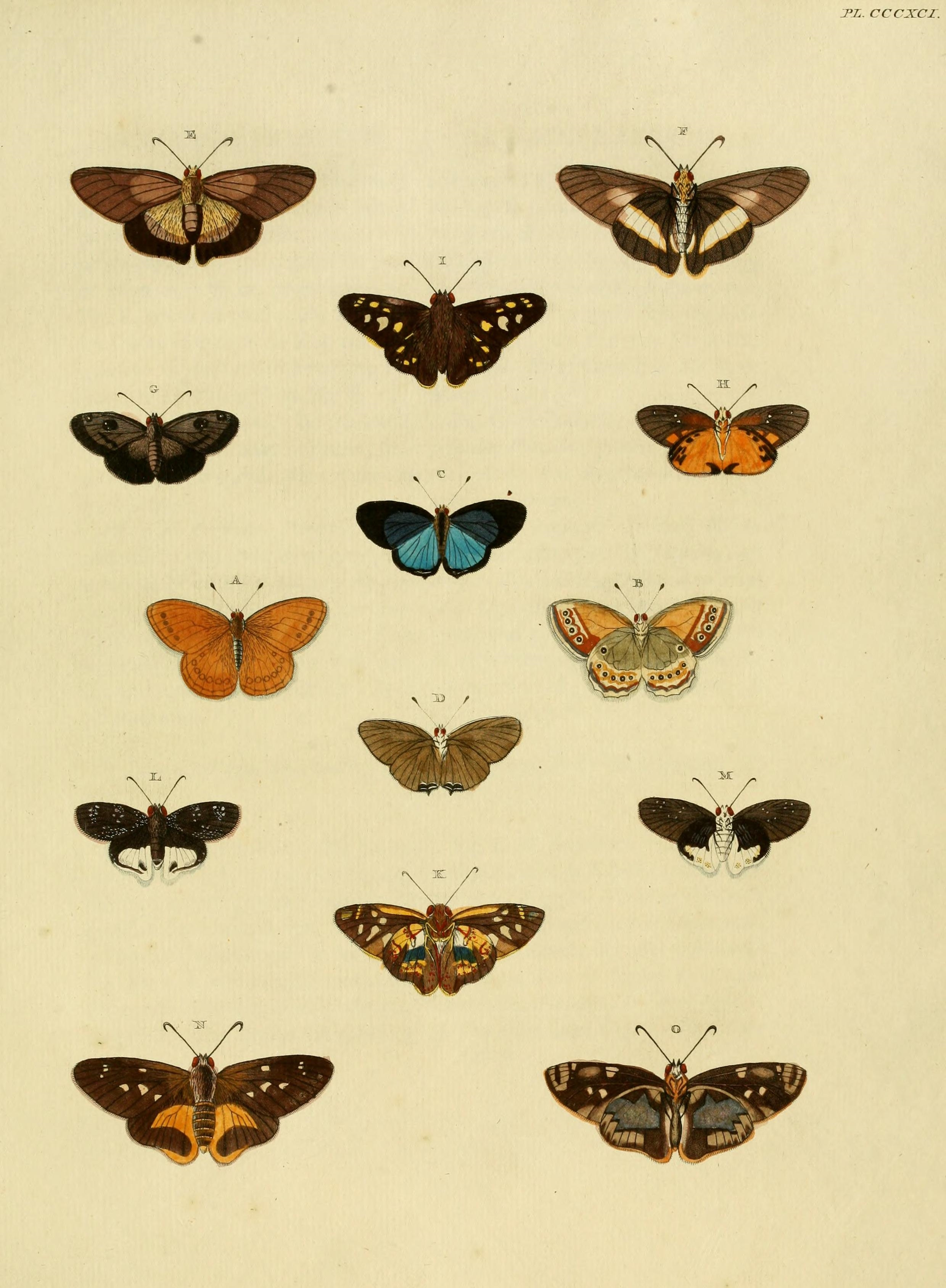
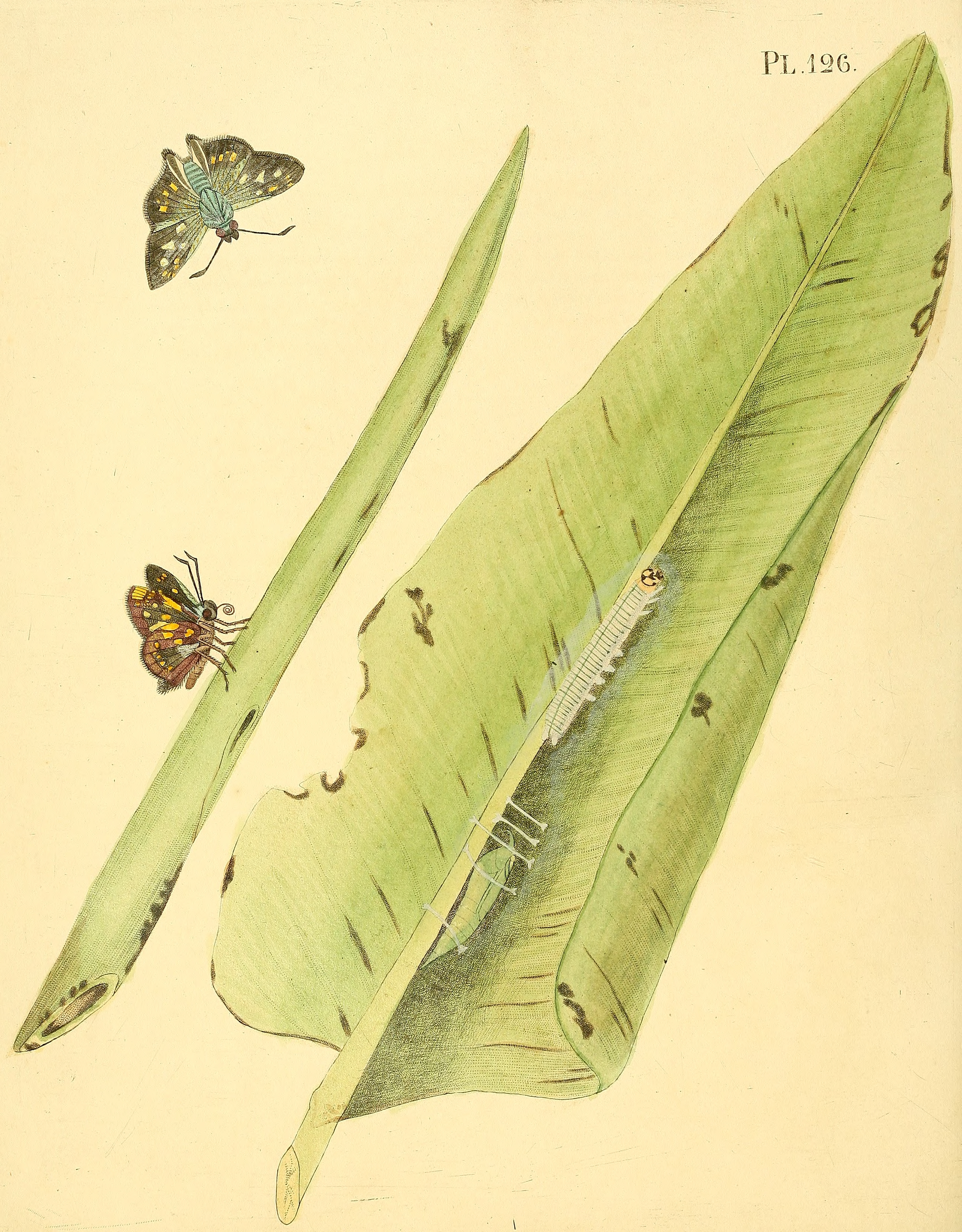